# Wolvey
Wolvey est un village et une paroisse civile du Warwickshire, en Angleterre. Administrativement, il dépend du district de Rugby.

## Localisation
Le village est situé à la frontière entre le Warwickshire et le Leicestershire, dans une partie périphérique du borough de Rugby. Le village se trouve cependant à plus de 18 km au nord-ouest de la ville de Rugby et plus près de Hinckley (cinq milles au nord), Nuneaton (six milles au nord-ouest) et Coventry (dix milles au sud-ouest). La source de la rivière Anker se trouve près du point culminant de la paroisse, à 130 mètres.
À l'origine sur la route principale entre Leicester et Coventry, elle est désormais desservie par les routes B4065 et B4109. Le hameau de Bramcote forme une partie ouest de la paroisse. C'était le site d'un aérodrome de la Seconde Guerre mondiale, * RAF Bramcote (en), utilisé par la suite par le Royal Naval Air Service et rebaptisé "HMS Gamecock". Depuis 1959, elle est utilisée par l'armée et est connue sous le nom de "Gamecock Barraks".

## Histoire et patrimoine
Les découvertes d'outils en silex néolithiques et de tumulus de l'âge du bronze suggèrent une occupation précoce de la paroisse tandis qu'une voie romaine majeure, Watling Street, fait partie des limites de la paroisse. Le village existait certainement à l'époque saxonne et l'enquête Domesday, terminée en 1086, enregistre 22 ménages avec trois autres ménages à Bramcote. Au XIIe siècle, il y avait un canton supplémentaire, qui comprenait une chapelle, sur le site aujourd'hui déserté de Little Copston (Copston Parva). À cette époque, Wolvey était un centre important pour la région avec un marché hebdomadaire et une foire annuelle.
Le village conserve encore quelques bâtiments anciens dont l'église Saint-Jean-Baptiste avec son portail normand et les tombeaux monumentaux de Thomas de Wolvey (mort en 1311) et de son épouse Alice ; ainsi que celui de Thomas Astley et de son épouse Catherine (décédée en 1603). Le bas-côté sud de l'église a été reconstruit par la fille de Thomas de Wolvey comme chantrie commémorative en l'honneur de son mari Sir Giles de Astley, décédé à la suite de la bataille de Bannockburn en 1314. Le bâtiment de l'église a subi des réparations et des modifications considérables au fil des ans. Le chœur a été reconstruit dans le style gothique par Lord Overstone de Wolvey Grange au milieu du XIXe siècle et le porche actuel de la porte sud a été ajouté en 1909. Le bâtiment du millénaire au sud de l'église a été construit en 2000 pour fournir d'importantes installations techniques.
Le premier village se serait regroupé autour de la place du marché (aujourd'hui "The Square"), mais on en trouve peu de traces dans les bâtiments d'aujourd'hui. Un escalier daté de 1677 dans Wolvey Hall reflète la reconstruction de la maison d'origine, mais celle-ci a été rénovée en 1889.
Wolvey était essentiellement une communauté agricole pendant la majeure partie de son histoire, l'industrialisation a affecté le village au XIXe siècle lorsque le tricot et le tissage sont devenus pendant un temps des métiers importants. Il n'existe aucune preuve pour étayer l'opinion populaire selon laquelle il s'agissait d'un centre de meunerie doté de 27 moulins à vent. La gravure bien connue de quatre moulins à vent à Wolvey, publiée en 1854 par Thomas Dugdale, s'est avérée être un faux et était basée sur une impression antérieure de moulins à vent de Montmartre, Paris. Tandis que l'industrie se développe, des logements modernes permettent à la population de bénéficier de la proximité du village avec les grands réseaux autoroutiers et ferroviaires et les centres urbains.

## Wolvey Hall
Wolvey Hall est un bâtiment du XVIIe siècle classée Grade II, rénovée en 1889 et située sur Hall Road, à Wolvey. Il est construit en brique sur deux étages avec des greniers et une façade à 6 travées. Une chapelle catholique romaine est attenante et dans le parc se trouve le puits Jacobs en ruine, portant une date de 1707.
La maison actuelle a été reconstruite en 1889 en utilisant des matériaux provenant d'une maison antérieure construite en 1677 et comprend également des fragments d'un bâtiment encore plus ancien. Au milieu des années 1700, la maison appartenait à la famille Arnold, qui pouvait retracer la propriété familiale du manoir de Wolvey jusqu'à Sir Thomas de Wolvey (décédé en 1315). Il appartient aux Coape-Arnold depuis que Georgeana, fille de George Henry Arnold, a épousé James Coape de Goldhanger, Essex en 1840. En 1891, Henry Fraser James Coape-Arnold, un converti catholique, a construit la chapelle utilisées par les catholiques de la région jusqu'au début des années 1920.
Wolvey Hall est actuellement la possession de la famille Freeman, avec les enfants Arabella et Theo par descendance de Mary Freeman née Burbidge.

## Toponymie
Le nom Wolvey vient très probablement de l'anglo-saxon wulf-hæg ou wulf-heg e = "wolf hedge" = "enclos avec une haie pour éloigner les loups".

## Démographie
Selon le recensement de 2011, Wolvey comptait 1 942 habitants, qui sont passés à 2 121 lors du recensement de 2021.

## Galerie

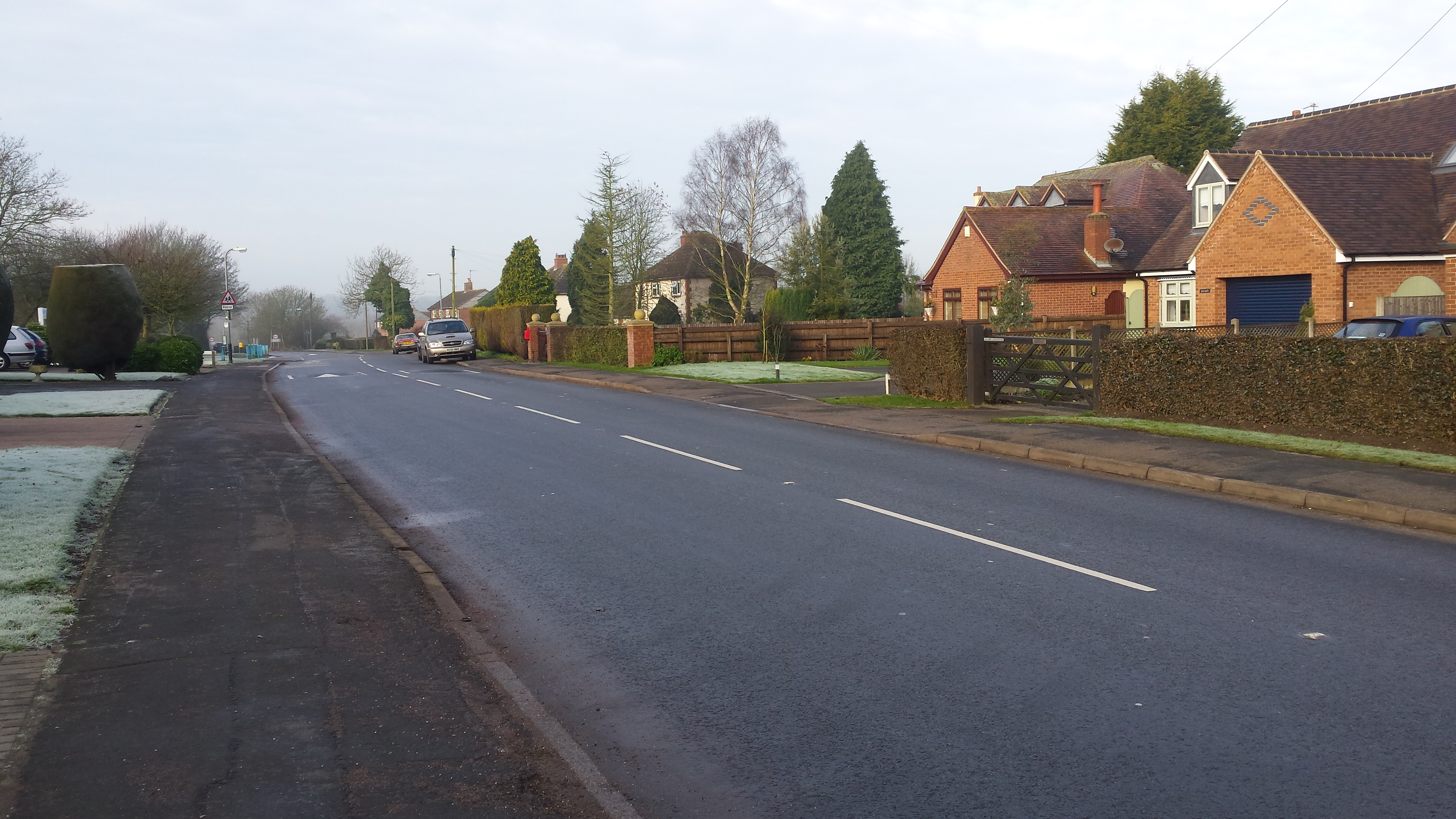
Bulkington Lane.
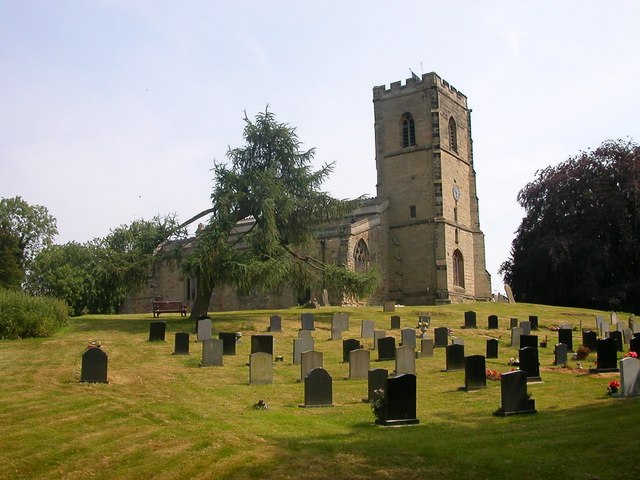
Eglise Saint Jean Baptiste.
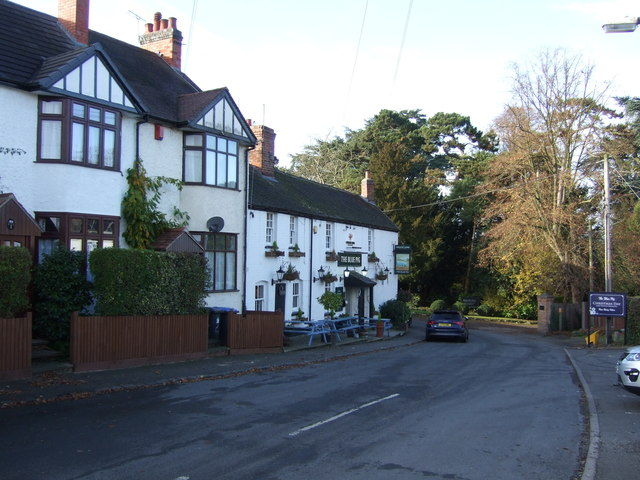
The Blue Pig.